# Helfštýn
Helfštýn (również Helfštejn, niem. Helfenstein) – jeden z największych zamków w Czechach, położony w miejscowości Týn nad Bečvou niedaleko Lipníka nad Bečvou. 
Zamek został założony pod koniec XIII wieku przez Bedřicha z Linavy. W następnych wiekach należał do majątku kilku szlacheckich rodów, przede wszystkim morawskich. Po bitwie na Białej Górze został skonfiskowany i przypadł w udziale kardynałowi Franzowi von Dietrichsteinowi. Aż do roku 1656 zamek służył jako wojskowa fortyfikacja, później posterunek wojskowy zlikwidowano, a arsenał przewieziono do Ołomuńca. Od XVII wieku porzucony zamek powoli popadał w ruinę.
Rozległy kompleks ruin jest obecnie stopniowo rekonstruowany, odbywa się tu też szereg wydarzeń kulturalnych - do najważniajszych zalicza się wystawa dzieł kowalstwa artystycznego Hefaiston.

## Galeria

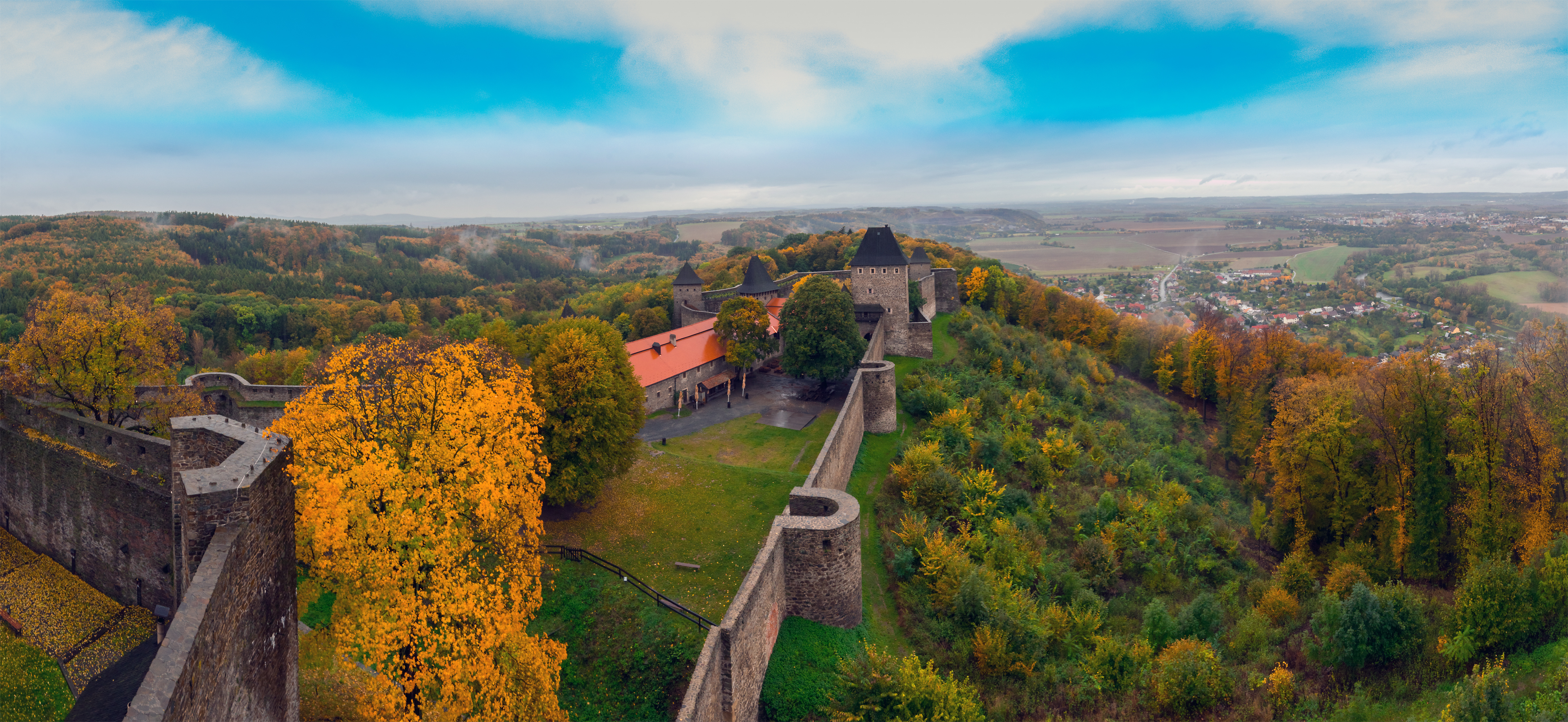
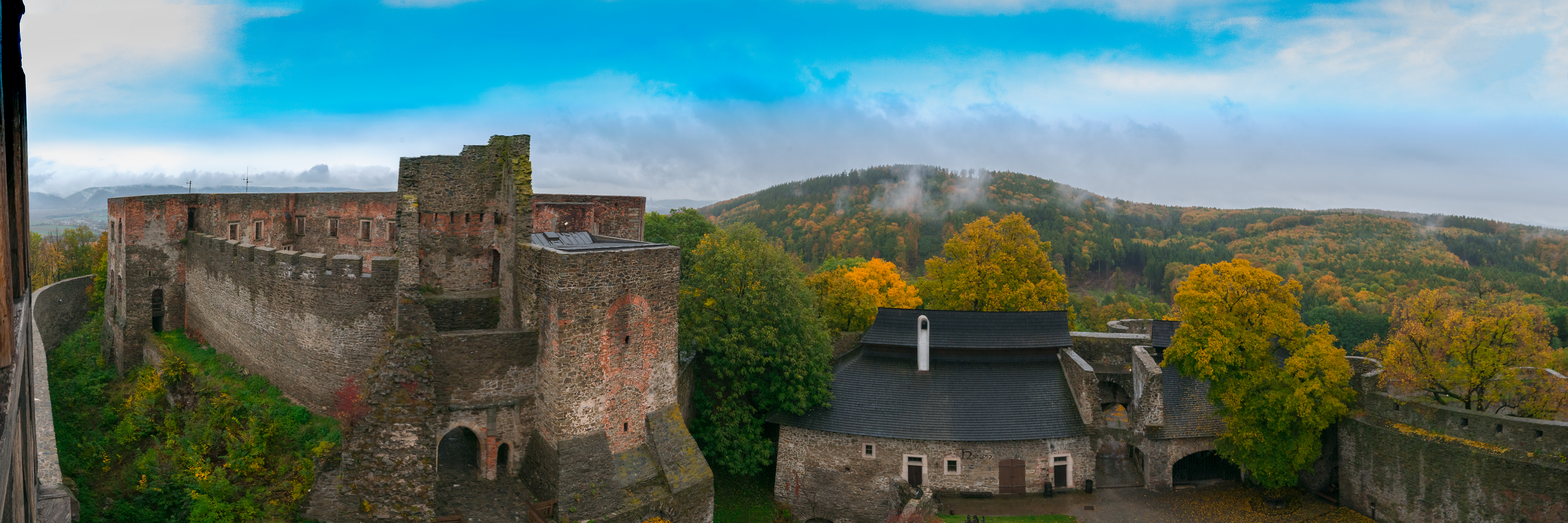